# Vittorio Casale
Vittorio Casale (Castelvecchio Subequo, 17 novembre 1938 – Roma, 24 marzo 2025) è stato uno storico dell'arte e critico d'arte italiano.
È stato direttore del Dipartimento di Studi Storico Artistici, Archeologici e sulla Conservazione presso l'Università degli Studi Roma Tre. Fu professore ordinario di Storia dell'arte moderna. Fu deputato della Deputazione abruzzese di storia patria, insieme al linguista Francesco Sabatini.

## Biografia
Nato nel 1938 a Castelvecchio Subequo, in provincia dell'Aquila, Vittorio Casale si è laureato in Lettere e poi si è specializzato in Storia dell'arte rivolgendo i suoi studi principalmente sull'arte del XVII e XVIII secolo, in particolare sull'arte di Roma e dell'Italia centrale.
Vittorio Casale diviene presto professore incaricato di Storia della Critica d'Arte presso l'Università degli Studi Gabriele d'Annunzio di Chieti. Vinto il concorso per la cattedra di Storia dell'arte moderna, ha insegnato dal 1991 presso l'Università degli Studi di Salerno, poi è stato chiamato a Roma, presso l'Università Roma Tre come titolare di Storia della Critica d'Arte. Qui diventa direttore del Dipartimento di Studi Storico-Artistici, Archeologici e sulla Conservazione. Divenne poi ordinario di Storia Moderna. 
I suoi studi sono stati da sempre rivolti all'arte dell'Italia Centrale, in particolare del Lazio, dell'Umbria e dell'Abruzzo. Nel 1989, a Spoleto, ha dato vita alla mostra Pittura del Seicento. Ricerche in Umbria grazie alla ricognizione cui ha preso parte sulla pittura del Seicento e del Settecento.
Ha ritrovato e pubblicato due busti inediti nel Duomo di Foligno, realizzati dal Gian Lorenzo Bernini. 
Ha curato l'edizione critica del Trattato sulle Pittura e Sculture redatto a Firenze, nel 1652, dal padre gesuita Giovan Domenico Ottonelli e da Pietro da Cortona arrivando ad individuare nell'opera il testo fondamentale della poetica del barocco.
Sua è anche la Produzione Artistica per Canonizzazioni, individuando in questo studio un filone non presente negli annali e non trattato ancora da alcuno studioso. Grazie a tutti i contributi, dati e ricevuti, è riuscito a sistemare globalmente la sua opera prima: La Produzione Artistica per Canonizzazioni: il Seicento. Il volume è stato presentato per la prima volta presso l'Accademia Nazionale San Luca.
In questa fase partecipa anche al Comitato Nazionale per le celebrazioni del V Centenario della fondazione della Basilica di San Pietro, promosso dal Ministero per i Beni e le Attività Culturali in collaborazione con Fabbrica di San Pietro, Università di Roma Tre, Max-Planck-Institut für Kunstgeschichte e Biblioteca Hertziana. 
Vittorio Casale ha pubblicato anche le Maioliche Cinquecentesche della Chiesa di Collarmele, riconoscendole e ricollocandole nel loro originario contesto storico e ha analizzato le opere d'arte di Pescocostanzo con particolare attenzione all'altare di Cosimo Fanzago. 
Ha dimostrato e richiamato per la prima volta l'attenzione sul tema degli stemmi come importante documento storico, dando vita a una ricerca in materia, concentratasi nella Valle Subequana. 
Continuò le sue ricerche addentrandosi nelle argomentazioni relative agli altari della Chiesa di San Francesco in Castelvecchio Subequo che presenta influenze di artigiani locali e lombardi. Viene riconosciuto come Il Professore Artista che Racconta l'Italia.

## Opere principali

### Libri
- Dal disegno all'opera compiuta. Atti del Convegno Internazionale[N 1] (1992)
- Museo Comunale di San Francesco a Montone[N 2] (1997)
- L'arte per le canonizzazioni. L'attività artistica intorno alle canonizzazioni e alle beatificazioni del Seicento[N 3] (2011)
- La Basilica di Santa Maria del Colle a Pescocostanzo[N 4] (2015)

### Altre pubblicazioni
- L'Atene dell’artigianato abruzzese per il Sei e Settecento
- L'Arte dei Marmorari
- L'Arte Lignaria
- L'Arte Febbrile
- Gian Lorenzo Bernini: Ritratto di Urbano VIII, Ritratto di Bartolomeo Roscioli, Ritratto di Diana Roscioli, in Gian Lorenzo Bernini Regista del Barocco
- L'Artificio Barocco e il suo Significato
- Atti del convegno internazionale Roma-Firenze 12-15 novembre 1997